# 2. deild Wysp Owczych (1993)
W roku 1993 odbyła się 50. edycja 2. deild Wysp Owczych – drugiej ligi piłki nożnej Wysp Owczych. W rozgrywkach brało udział 10 klubów z całego archipelagu. Kluby z pierwszego i drugiego miejsca awansowały do 1. deild. W sezonie 1993 były to: NSÍ Runavík oraz EB/Streymur. Dwa kluby z ostatnich miejsc spadały do 3. deild, a w roku 1993 byłyby to: Royn Hvalba oraz Skála ÍF, jednak z uwagi na to, że po sezonie 1993 drużyny SÍF Sandavágur oraz MB Miðvágur połączyły się w FS Vágar zdecydowano się nie relegować Royn.

## Uczestnicy
| Uczestnicy 2. deild Wysp Owczych 1992                                                                         | Uczestnicy 2. deild Wysp Owczych 1992 | Uczestnicy 2. deild Wysp Owczych 1992 | Uczestnicy 2. deild Wysp Owczych 1992 |
| --- | ------------------------------------- | ------------------------------------- | ------------------------------------- |
| MB | MB Miðvágur                           | 3                                     |                                       |
| Royn | Royn Hvalba                           | 4                                     |                                       |
| KÍII | KÍ II Klaksvík                        | 5                                     |                                       |
| SÍS | SÍ Sumba                              | 6                                     |                                       |
| SKÁ | Skála ÍF                              | 7                                     |                                       |
| SÍ | SÍ Sørvágur                           | 8                                     |                                       |
| Spadek z 1. deild Wysp Owczych 1992                                                                           |                                       |                                       |                                       |
| SÍF | SÍF Sandavágur                        | 9                                     |                                       |
| NSÍ | NSÍ Runavík                           | 10                                    |                                       |
| Awans z 3. deild Wysp Owczych 1992                                                                            |                                       |                                       |                                       |
| B68 II | B68 II Toftir                         | 1                                     |                                       |
| EBS | EB/Streymur                           |                                       |                                       |
| Oznaczenia: - kolumna pierwsza – skróty nazw drużyn, - kolumna trzecia – miejsce zajęte w poprzednim sezonie. |                                       |                                       |                                       |

## Tabela ligowa
| Lp. | Drużyna             | M  | Z  | R | P  | Bramki | Bramki | Różn. | Pkt | Uwagi              |
| --- | ------------------- | -- | -- | - | -- | ------ | ------ | ----- | --- | ------------------ |
| 1   | NSÍ Runavík (M) (A) | 18 | 12 | 4 | 2  | 50     | 17     | +33   | 28  | Awans do 1. deild  |
| 2   | EB/Streymur (A)     | 18 | 9  | 4 | 5  | 41     | 32     | +9    | 22  | Awans do 1. deild  |
| 3   | SÍ Sumba            | 18 | 8  | 6 | 4  | 26     | 20     | +6    | 22  |                    |
| 4   | B68 II Toftir       | 18 | 8  | 5 | 5  | 38     | 25     | +13   | 21  |                    |
| 5   | SÍ Sørvágur         | 18 | 7  | 3 | 8  | 30     | 40     | −10   | 17  |                    |
| 6   | SÍF Sandavágur      | 18 | 6  | 4 | 8  | 31     | 34     | −3    | 16  |                    |
| 7   | KÍ II Klaksvík      | 18 | 5  | 5 | 8  | 28     | 40     | −12   | 15  |                    |
| 8   | MB Miðvágur         | 18 | 6  | 2 | 10 | 34     | 38     | −4    | 14  |                    |
| 9   | Royn Hvalba         | 18 | 6  | 1 | 11 | 35     | 50     | −15   | 13  |                    |
| 10  | Skála ÍF (S)        | 18 | 4  | 4 | 10 | 22     | 39     | −17   | 12  | Spadek do 3. deild |